# Sami Repo
Sami Matti Repo (Simpele, 8 de noviembre de 1971) es un deportista finlandés que compitió en esquí de fondo. 
Participó en tres Juegos Olímpicos de Invierno, entre los años 1994 y 2002, obteniendo una medalla de bronce en Nagano 1998, en la prueba de relevo (junto con Harri Kirvesniemi, Mika Myllylä y Jari Isometsä).

## Palmarés internacional
| Juegos Olímpicos | Juegos Olímpicos | Juegos Olímpicos  | Juegos Olímpicos |
| Año              | Lugar            | Medalla           | Prueba           |
| ---------------- | ---------------- | ----------------- | ---------------- |
| 1998             | Nagano (Japón)   | Medalla de bronce | Relevo 4 × 10 km |